# Rodrigo Palacio
Rodrigo Sebastián Palacio, född 5 februari 1982 i Bahía Blancai Buenos Aires, är en argentinsk fotbollsspelare som spelar i italienska Bologna. Palacio har tidigare spelat för bland andra Boca Juniors och Genoa. Han debuterade i det argentinska landslaget 2005 och representerade sitt land i VM 2006 samt Copa America 2007.
Han blev utsedd till andra bästa spelaren i Sydamerika 2006.